# 载带自动键合

载带自动键合载体图及TAB组件各部分定义

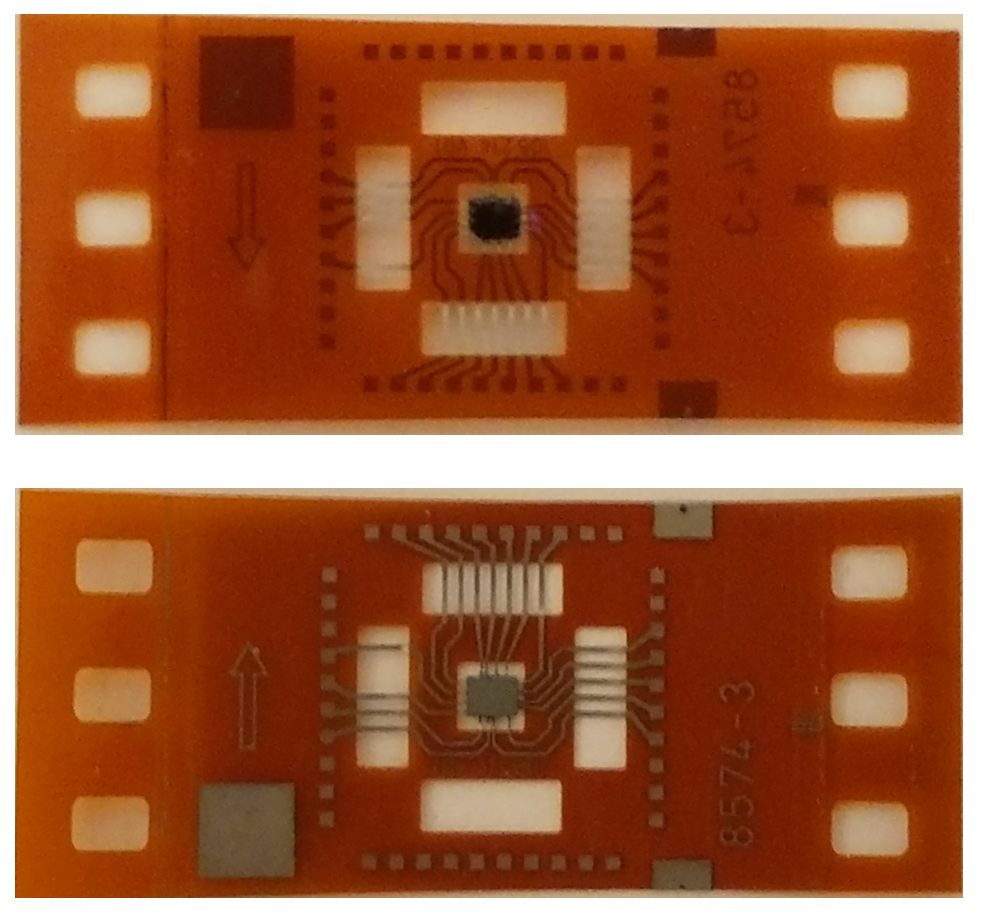
在35毫米宽的胶带上实现硅IC载带自动键合。上图显示IC正面为球顶（中间为黑色物体），下图显示同一组件的背面。

载带自动键合（英語：Tape-Automated Bonding，简称TAB）是一种将裸半导体芯片（如集成电路）安装到柔性电路板上的封装技术。该工艺通过将芯片连接到聚酰胺或聚酰亚胺（例如商标Kapton或UPILEX）膜载体上的细金属导体上实现。带有芯片的柔性电路板可直接安装在系统或模块电路板上，或封装于器件中。其中芯片与载带的初级连接称为“内引线键合”（ILB），而与系统板或封装之间的连接则称为“外引线键合”（OLB）。一般情况下，TAB所用的柔性基材包含一至三层导电层，所有芯片的输入输出端子在键合过程中同时完成连接。TAB是实现柔性基板芯片封装（Chip-on-Flex, COF）的一种关键方法，也是电子制造中最早的卷对卷处理处理技术之一。

## 工艺过程
TAB安装是这样进行的：芯片的键合点（通常采用金、焊料或各向异性导电材料制成的凸点或球的形式）连接到胶带上的细导体，这提供了将芯片连接到封装或直接连接到外部电路的手段。凸块或球可以位于芯片上或 TAB 带上。符合 TAB 标准的金属化系统包括： 
在TAB工艺中，芯片的焊盘（通常为金属凸点或球状结构）通过键合与载带上的精细导线连接。金属凸点可以位于芯片上，也可以在载带上。以下为常见的TAB兼容金属化系统：
- 铝焊盘（芯片） <-> 镀金铜导体（载带）：热超声键合（thermosonic bonding）
- 铝焊盘 + 金涂层（芯片） <-> 金或锡凸点（载带）：整批热压键合（gang bonding）
- 铝焊盘 + 金凸点（芯片） <-> 金或锡涂层（载带）：整批热压键合
- 铝焊盘 + 锡铅凸点（芯片） <-> 金、锡或锡铅涂层（载带）：整批热压键合

有时，芯片粘合的胶带上已经包含了芯片的实际应用电路。 将薄膜移动到目标位置，并根据需要切割引线并连接芯片。 TAB 连接技术有多种：（借助压力，有时也称为组合键合）、热超声键合等。之后，可以用环氧树脂或类似材料对裸芯片进行封装（ “包封” ）。 
在某些应用中，芯片直接安装于已包含其功能电路的载带上。整个载带被定位到目标位置后，引脚被剪切并完成连接。常见的键合方式包括热压键合（thermocompression bonding）、热超声键合（thermosonic bonding）等。之后芯片可用环氧树脂等材料进行封装（称为“球顶封装”）。
TAB的优点是：

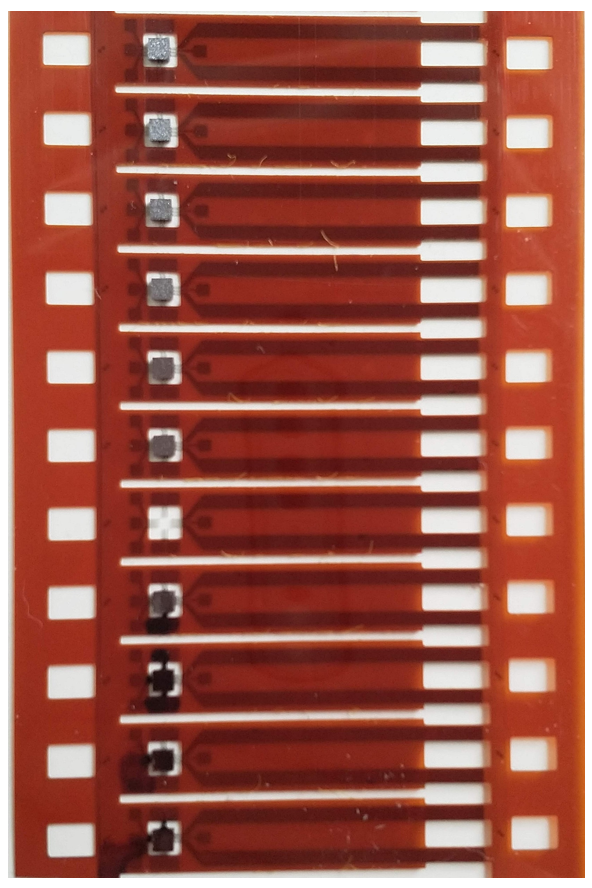
组装后的TAB胶带示例。芯片可以位于磁带中间以外的其他地方，在本例中位于磁带的左侧。球顶芯片为黑色，有一个缺失，其余的没有球顶。

- TAB 在一次键合过程中可同时完成所有芯片 I/O 引脚的连接，这一点优于传统打線接合方式；
- TAB 工艺高度自动化，可实现高速批量生产，广泛用于高产量电子产品；
- 封装轻薄，所需封装区域小，适用于对尺寸和重量敏感的应用场景，如传感器、医疗设备、航天电子、银行卡、SIM卡、移动设备等；
- 在某些应用中，无需额外封装，可替代传统金属引线框架；

TAB的挑战在于：
- 制造过程中需要专用设备；[7]
- 芯片或载带端需具备凸点结构，且金属材料需兼容，以确保连接的可靠性；[8]
- TAB和覆晶技術都能实现所有I/O的同步连接，但随着倒装芯片技术和线键合的提升，TAB的速度优势逐渐减弱。此外，引线键合速度的提高使得TAB更多用于特定场景，如液晶显示器驱动芯片与显示面板之间的连接、智能卡封装等。[9]

## 标准
TAB载带通常采用聚酰亚胺材料，其常见宽度为35毫米、45毫米和70毫米，厚度在50-100微米之间。由于载带采用卷轴形式，电路的长度以“齿距”（sprocket pitch）为单位，每个齿距约为4.75毫米。例如，16齿距长度约为76毫米。

## 历史和背景
TAB技术最早由Frances Hugle于1969年申请专利（当时尚未命名为TAB），1971年由Gerard Dehaine在Honeywell Bull首次提出TAB概念。最初，TAB被开发为打線接合的替代方案，广泛应用于电子制造行业。尽管线键合速度提升及倒装芯片的普及使得 TAB 应用范围有所收缩，但其仍在显示驱动器等特定领域占据一席之地。